# Ло Чельсо, Франческо
Франческо Ло Чельсо (исп. Francesco Lo Celso; род. 5 марта 2000, Росарио, Санта-Фе) — аргентинский футболист, защитник клуба «Росарио Сентраль».

## Клубная карьера
Ло Чельсо — воспитанник клубов «Пари Сен-Жермен» и «Росарио Сентраль». 1 марта 2020 года в матче против «Арсенала» из Саранди он дебютировал в аргентинской Примере в составе последних. 2 января 2021 года в поединке против «Дефенса и Хустисия» Франческо забил свой первый гол за «Росарио Сентраль». 

## Международная карьера
В 2019 году в составе молодёжной сборной Аргентины Ло Чельсо стал серебряным призёром молодёжного чемпионата Южной Америки в Чили. На турнире он сыграл в матчах против Парагвая, Бразилии и Эквадора>. 